# Кедровое
Кедро́вое — посёлок в городском округе Верхняя Пышма Свердловской области России. С 1950 по 2004 год Кедровое имело статус рабочего посёлка (посёлка городского типа).

## География
Посёлок Кедровое расположен в 39 километрах к северу от Екатеринбурга по Верхотурскому тракту. В окрестностях посёлка расположены Шитовское и Карасье озёра. Площадь посёлка составляет 35,15 км².

## История
С 1937 года геологами исследовались два крупных торфомассива — Кедровый и Ольховский. Приказом управляющего Государственным трестом «Торфстрой» от 02.12.1941 г. была создана Исетско-Аятская контора, одна из нескольких в Свердловской области. Располагалась контора в селе Мостовском. Исетка (первоначальное наименование посёлка) частично строилась немецкими военнопленными, которые также прокладывали узкоколейную железную дорогу Кедровое — Красное (перевалочный пункт) для снабжения торфом завода Уралмаш, особенно в годы Великой Отечественной войны. Основным способом торфодобычи был элеваторный с применением ручного труда. Рабочие смены были 12-часовыми. В послевоенное время в посёлке функционировали роддом, два детских сада, семилетняя школа, цех металлоизделий.
21 марта 1950 года населённый пункт Кедровое Мостовского сельсовета был отнесён к категории рабочих посёлков.
С 31 декабря 2004 года Кедровое отнесено к категории сельских населённых пунктов, к виду посёлок.

## Население
| 1959 | 1970  | 1979  | 1989  | 2002  | 2010  |
| ---- | ----- | ----- | ----- | ----- | ----- |
| 4526 | ↘2748 | ↘2591 | ↗2601 | ↘2199 | ↗2347 |

## Экономика
- Уральский завод теплоизоляционных конструкций «Теплокомплект»,
- швейная фабрика (основана в 1967 г.),
- торфопредприятие МУП «Торфмаш»,
- предприятие по переработке рыбы ЗАО «Наша Рыба»,

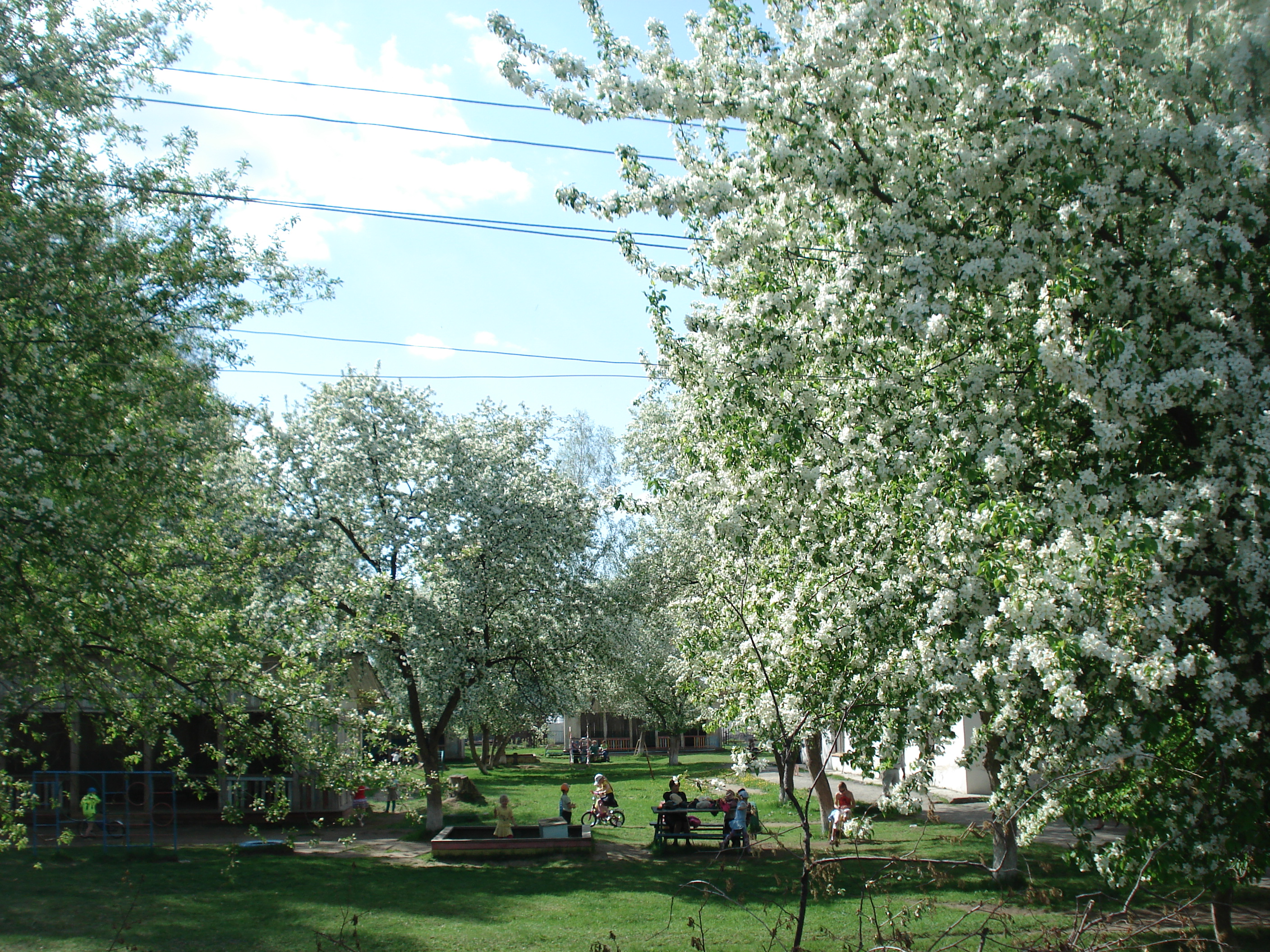
Детский сад весной. п. Кедровое

- пекарня ООО «Екатерина».

## Культура и образование
В посёлке Кедровое действуют:

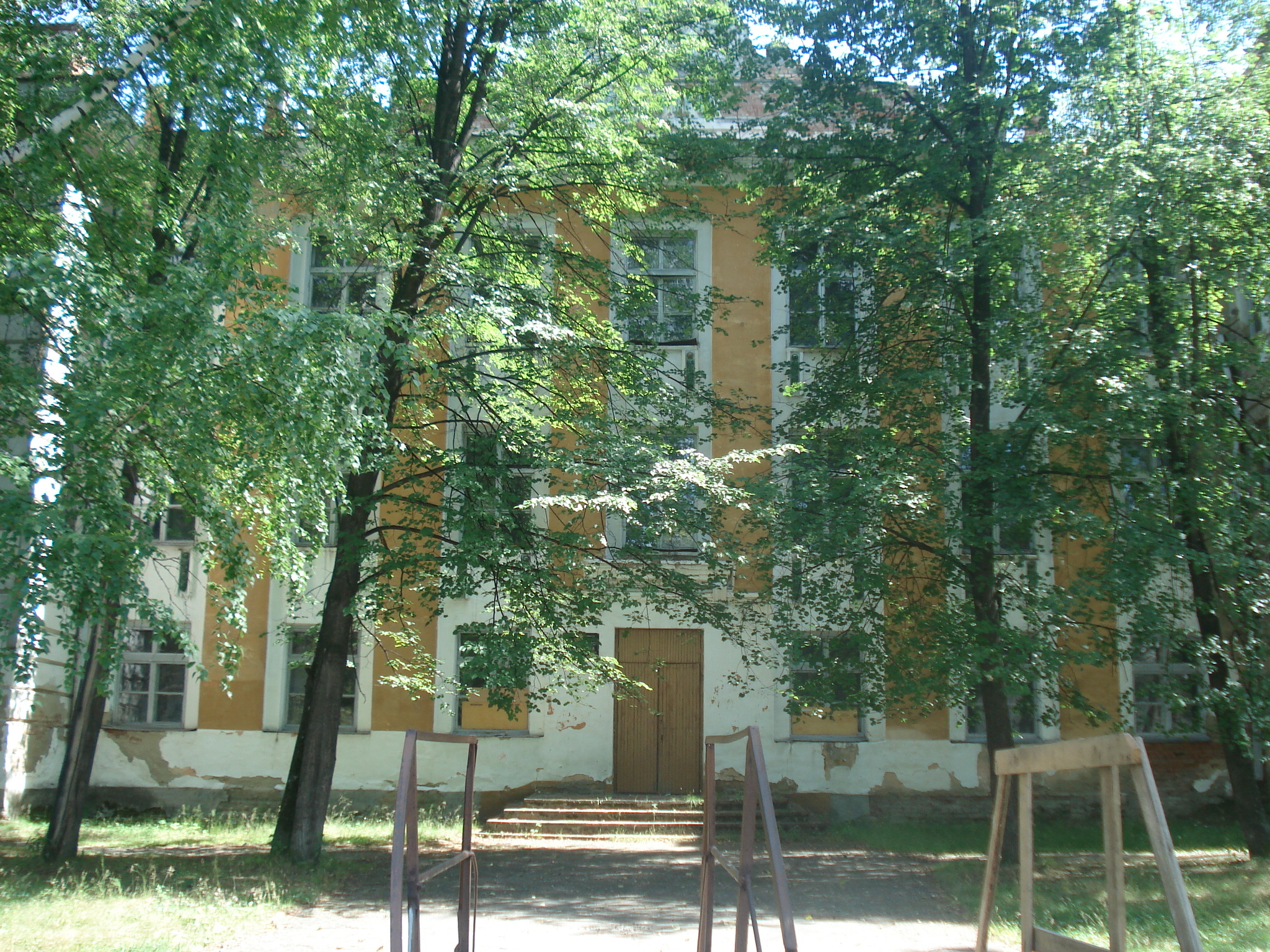
Старое здание школы № 24. 1959 год

- храм в честь Покрова Пресвятой Богородицы (построен в 2013 году)[9],
- средняя общеобразовательная школа № 24 (открыта в 1943 г.),
- детский сад № 19,
- поселковый клуб-библиотека,
- физкультурно оздоровительный комплекс «Кедр» (открыт в 2017 году).

В 2018 году в посёлке был открыт «Парк Славы».